# Polycarpon polycarpoides
Polycarpon polycarpoides är en nejlikväxtart. Polycarpon polycarpoides ingår i släktet tusenfrön, och familjen nejlikväxter.

## Underarter
Arten delas in i följande underarter:
- P. p. catalaunicum
- P. p. colomense
- P. p. herniarioides
- P. p. polycarpoides